# Specii pe cale de dispariție (film)
Specii pe cale de dispariție -- Endangered Species este un film științifico-fantastic din 1982 cu Robert Urich, JoBeth Williams, Peter Coyote și Hoyt Axton. Filmul a fost regizat și co-scris de Alan Rudolph.

## Prezentare

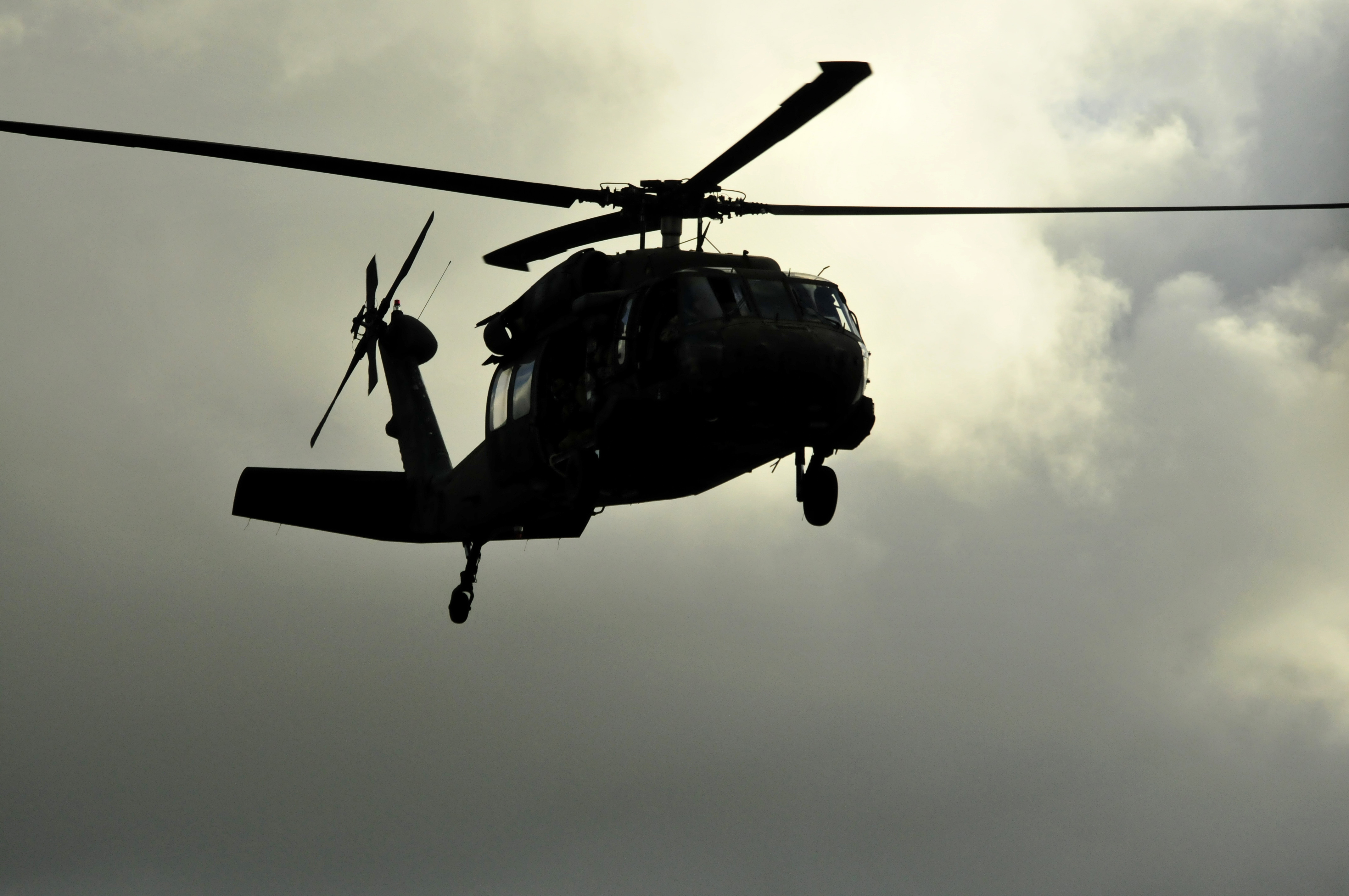
Elicopter negru nemarcat, o temă a teoriilor conspirative încă din anii 1970

Thriller despre un fost polițist din New York, Castle Reuben (Robert Urich) și un șerif femeie (Jo Beth Williams), care încep să se îndrăgostească unul de celălalt în timp ce investighează un șir de mutilații misterioase de vite într-un mic oraș din Colorado. Castle este un locotenent de poliție alcoolic, retras, care a vizitat orașul împreună cu fiica sa. La început încearcă să rămână în afara cazului, dar se trezește implicat după moartea misterioasă a prietenului său Joe Hiatt. Hiatt a fost redactorul ziarului local ale cărui teorii despre elicopterele negre au stârnit mânia baronului local al vitelor Ben Morgan. Morgan pare să știe mult mai multe despre uciderea bovinelor decât povestește și pare să știe, de asemenea, de ce se recoltează organele vitelor moarte. Castle încearcă fără succes să rămână sobru, dar se trezește din nou în pericol și îndrăgostit, în timp ce el și șeriful lucrează împreună pentru a dezlega misterul, întâlnind un pericol și o rezistență incredibilă din partea localnicilor înspăimântați. Morgan, care îi întoarce pe localnici împotriva lui Castle, pare, de asemenea, să aibă legături cu organizații care nu sunt locale... 

## Distribuție
- Robert Urich - Ruben Castle
- JoBeth Williams - Harriet Perdue
- Hoyt Axton - Ben Morgan
- Peter Coyote  - Steele
- Dan Hedaya - Peck
- Paul Dooley - Joe Hiatt
- Marin Kanter - Mackenzie Castle
- Gailard Sartain - The Mayor
- Harry Carey Jr. - Dr. Emmer
- John Considine - Burnside

## Primire
The New York Times a considerat că ideea filmului a fost scoasă din știrile actuale privind mutilările vitelor și laudă eforturile distribuției și ale editorului de a face materialul filmului realist, însă, cu toate acestea, filmul în general a fost „mut”.
TV Guide a lăudat filmul, oferindu-i trei stele din cinci. De asemenea, aceștia au considerat că distribuția este excelentă și au dat vina pe eșecul filmului pe distribuția necorespunzătoare a Metro-Goldwyn-Mayer. A recomandat în special filmul pentru fanii regizorului Alan Rudolph și a lăudat efectul cu elicopterele cu zboruri joase care smulg vacile din pășunile lor noaptea. Creature Feature a apreciat de asemenea filmul, oferindu-i 3,5 din 5 stele, considerând filmul palpitant și încântător.

## Vezi și
- 1982 în științifico-fantastic
- Endangered Species (Specie periculoasă, film din 2003 cu Eric Roberts)